# Meghaduta

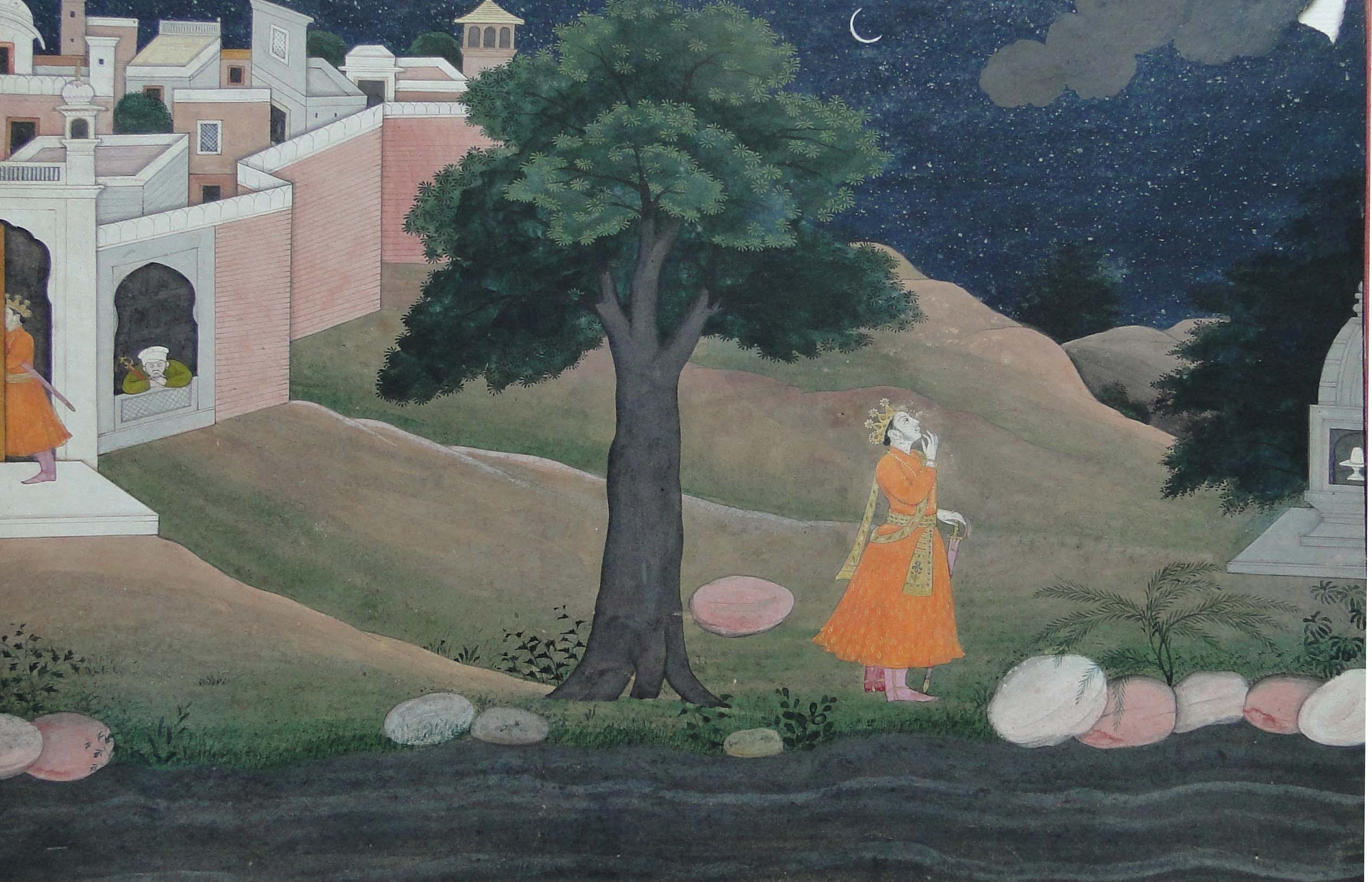
Rei olhando para uma nuvem em um céu noturno. Ilustração de Meghadūta. Escola de Guler de pintura Pahari, por volta de 1800. Museu de Lahore

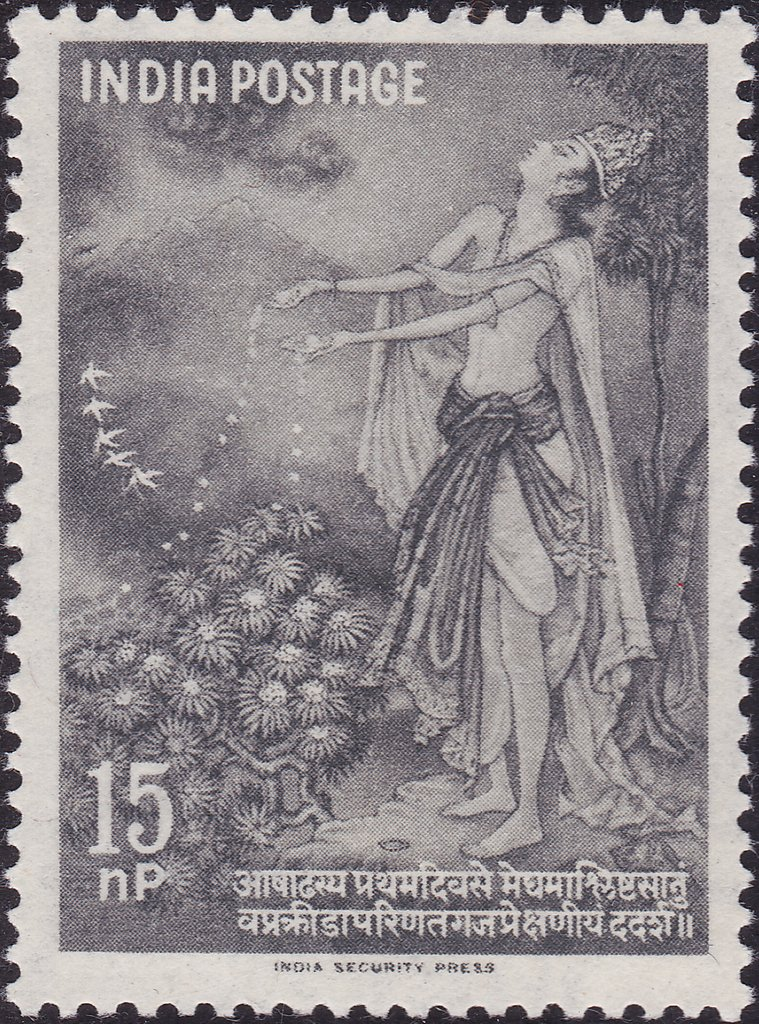
Uma cena de Meghaduta com o yaksha e o mensageiro das nuvens, com o primeiro verso do poema - em um selo indiano (1960)

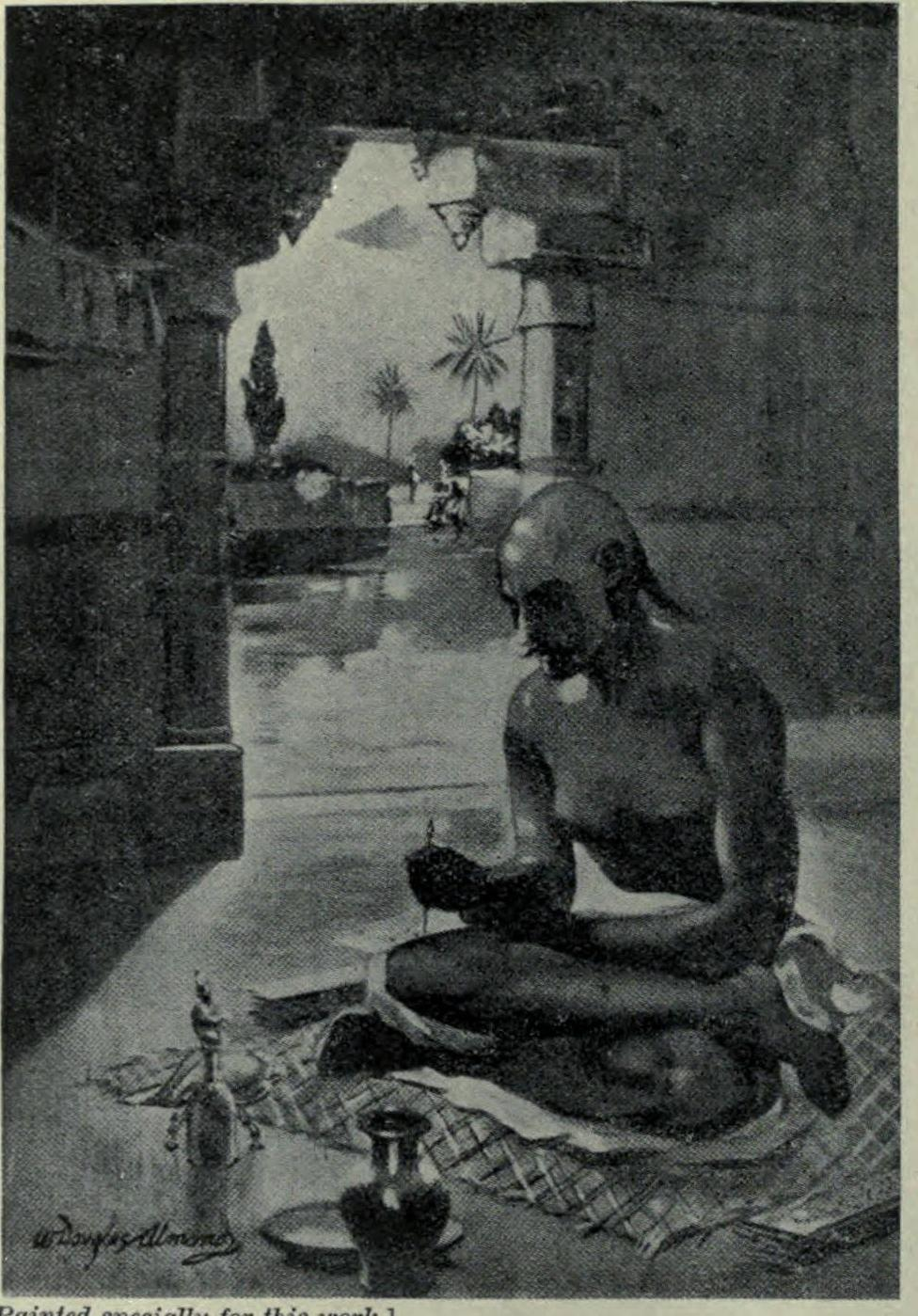
Impressão artística de Kalidasa compondo o Meghaduta

Meghadūta (em sânscrito:  मेघदूत literalmente Mensageiro das Nuvens) é um poema lírico escrito por Kālidāsa (c. 4º–5º século d.C.), considerado um dos maiores poetas sânscrito. O poema descreve como um yakṣa (ou espírito da natureza), que havia sido banido por seu mestre para uma região distante por um ano, pediu a uma nuvem para levar uma mensagem de amor para sua esposa. O poema tornou-se conhecido na literatura sânscrita e inspirou outros poetas a escrever poemas semelhantes (conhecidos como "poemas mensageiros" ou Sandesha Kavya) com temas similares. Korada Ramachandra Sastri escreveu Ghanavrttam, uma sequência de Meghaduta.